# گلینده (اشتورمارن)
شهر گلینده در ایالت اشلسویگ-هل‌اشتاین در کشور آلمان واقع شده‌است.